# Carl Adolph Rothe Bech
Carl Adolph Rothe Bech, född 25 september 1847 på herrgården Valbygård vid Slagelse, död 19 januari 1920, var en dansk lantman.
Bech blev student 1865, cand. polit. 1870, företog därefter en större utlandsresa, arbetade ett par år i Landmandsbanken och köpte 1874 Engelsholm vid Vejle. Han fick med tiden en ledande roll i lantbrukets föreningsliv; han var ordförande i Foreningen af jyske Landboforeninger 1893–1909 och president i Landhusholdningsselskabet 1909–1919. Han var även ordförande i Dansk Vind-Elektricitets-Selskab, i Dansk Landbrugsmuseums styrelse samt styrelsesmedlem i olika föreningar. Åren 1909–1912 var han ordförande i föreningen De danske Atlanterhavsøer, 1909–1911 i Statens Planteavlsudvalg och 1909–1912 direktör för Hedeselskabet.